# Grande palude nera
La grande palude nera, o semplicemente palude nera, è stato un territorio paludoso formato da un ghiacciaio situato nell'Ohio nord-occidentale, Stato degli Stati Uniti d'America, che si estendeva fino all'Indiana, presente dalla glaciazione Würm alla fine del XIX secolo. Il territorio era costituito da ampi territori umidi e paludosi interrotti per piccoli periodi da pochi spazi secchi, e occupava gran parte l'alveo di quello che è oggi il fiume di origine glaciale Maumee, fino alla sua foce nella Baia di Maumee, nel lago Erie. Tutto il territorio fu prosciugato dall'uomo nella seconda metà del XIX secolo e reso abitabile. Oggi sono sorte molte fattorie.
I confini storici si trovano sul corso dei fiumi Maumee, Auglaize e Portage nell'Ohio nord-occidentale. I confini erano inizialmente determinati dalle grosse spiagge sabbiose create naturalmente sui laghi Maumee e Whittlesey molti millenni fa, dopo il ritiro dei ghiacci. Esse si allungavano fino a New Haven, oggi in Indiana, a ovest, verso Toledo e Sandusky, in Ohio, a est. Altri corsi d'acqua che definiscono in parte o completamente i confini attuali sono i fiumi Sandusky, Ottawa, Tiffin e Blanchard.